# Ànnovka (Baixkíria)
|  | Per a altres significats, vegeu «Ànnovka». |

Annovka (en rus: Анновка) és un poble de Baixkíria, a Rússia, que en el cens del 2010 tenia un habitant. Pertany al districte de Iermolàievo.